# 西E田
西E田（にしだ、1974年7月4日 - ）は、日本のイラストレーター・原画家。男性。東京都豊島区在住。
東京造形大学を卒業したのち、漫画アシスタントを経験し、イラストレーターとなった。代表作は、原画を担当した『PureMail -ピュアメール-』や『妹でいこう!』、キャラクターデザインを務めた『ANAユニフォームコレクション』。本人によると「お姉さん系」のイラストが好みとのこと。

## 作品リスト
（出典：）

### アダルトゲーム
- 『PureMail -ピュアメール-』 （原画、2000年）
- 『オーバーフローぷれじゃ～ボックス』 （原画、2001年）
- 『妹でいこう!』 （原画、2002年）
- 『MISS EACH OTHER』 （原画、2004年）
- 『オーバーフロー プレミアム・トリロジーBOX』 （パッケージ原画、2006年）
- 『TearMail -ティアメール-』 （原画、発売日未定）

### 挿絵
- 『DADDYFACE』（2000年 - 2005年）
- 『ハートレス・ハート』（2002年）
- 『滅びのマヤウェル』（2005年）
- 『学校妖怪紀行 第八怪談募集中』（2006年）
- 『あそびにいくヨ!』（15巻以降、2012年 - 2015年）
- 『人狼への転生、魔王の副官』（13巻まで、2015年 - 2019年）
- 『リラム -密偵の無輪者-』（2016年）
- 『目指せ豪華客船! 異世界で手に入れたいのは優雅で気楽な勝ち組生活』（2019年）
- 『転生した最凶獣人の異世界子育てスローライフ〜魔王軍最凶の獣人だったけど、可愛い愛娘ができたので農園でのんびり暮らそうと思います〜』（2023年）

### キャラクターデザイン
- 『サトエリKo2ちゃん』 （コスチュームデザイン）
- 『ANAユニフォームコレクション』 （食玩、イラストデザイナー）
- ANAキャリーバッグ「音無旅子」 （キャラクターデザイン）
- 『スーパーロボット大戦T』 （オリジナルキャラクターデザイン）

### 書籍
- 『Dendrobium -デンドロビウム-』 （2008年12月27日発売[7]、コアマガジン、ISBN 978-4-86252-425-6）
『コミックメガストアH』に掲載された表紙イラスト等を収録。
- 『Epidendrum -エピデンドラム-』 （2012年10月15日発売[8]、イラスト: 西E田 / 小説: 森野一角、コアマガジン、ISBN 978-4-86436-376-1）
『コミックメガストア』に掲載された表紙イラスト等を収録。
- 『華籠』[9] （2015年10月30日発売[10]、ワニマガジン社〈ワニマガジンコミックススペシャル〉、ISBN 978-4-86269-397-6）
『COMIC快楽天BEAST』、『Chuッスペシャル』、『なつひめ』に掲載されたカラー漫画を収録。
- 『Physalis -フィサリス-』 （2020年7月30日発売[11]、コアマガジン、ISBN 978-4-86653-419-0）
『コミックメガストアα』、『コミックホットミルク』で発表したイラストを中心に他媒体での作品も収録。
- 『西E田 イラストボン』 （2020年8月28日発売[12]、コアマガジン、ISBN 978-4-86653-420-6）

### その他
- OVA 『Valentine Days』 （マヨちゃんデザイン）
- テレビアニメ 『月詠 -MOON PHASE-』 （第22話、アイキャッチイラスト）
- テレビアニメ 『神のみぞ知るセカイ』 （第7話、予告イラスト）
- テレビアニメ 『夜桜四重奏 〜ハナノウタ〜』 （第10話、エンドカードイラスト）
- テレビアニメ 『輪廻のラグランジェ season2』 （第6話、エンドカードイラスト）